# 2024-es szlovákiai elnökválasztás
2024-es szlovákiai elnökválasztás a Szlovák Köztársaság történetének hatodik közvetlen elnökválasztása. A választás első fordulójára 2024. március 23-án került sor, míg második fordulót április 6-án tartották.
Második fordulóra azért került sor, mert az első fordulóban egyik jelölt sem szerezte meg a szavazatok több mint 50%-át. Az első fordulóban Ivan Korčok kapta a legtöbb szavazatot, míg Peter Pellegrini végzett a második helyen – így ők ketten jutottak be a második fordulóba. A második fordulóban Peter Pellegrini szerzett több szavazatot, így ő nyerte az elnökválasztást.
A választáson eredetileg 11 jelölt indult (ábécésorrendben): Andrej Danko, Patrik Dubovský, Forró Krisztián, Štefan Harabin, Ivan Korčok, Marian Kotleba, Ján Kubiš, Igor Matovič, Milan Náhlik, Peter Pellegrini és Róbert Švec – azonban Andrej Danko és Róbert Švec az elnökválasztás előtt néhány nappal visszalépett.
Zuzana Čaputová 2019-től volt Szlovákia elnöke, a mandátuma 2024. június 15-én járt le. Bár lett volna lehetősége elindulnia egy második ciklusért, azonban 2023. június 20-án a médiában megjelent híresztelések után bejelentette, hogy nem indul újra újabb ciklusért.

## Szavazási útmutató
Az elnökválasztáson minden olyan szlovák állampolgár szavazhat, aki legkésőbb az elnökválasztás napjáig betölti a 18. életévét. Szavazni 7 órától 22 óráig lehet.
Aki nem igényelt választói igazolványt, az csak az állandó lakóhelye szerint kijelölt szavazóhelyiségben szavazhat, a szavazáshoz pedig magával kell vinnie érvényes személyi igazolványát. A választás helyéről és időpontjáról minden választó levélben kapott tájékoztatást, hogy időben megtudja választóhelyiség pontos címét és annak számát is. Ha viszont valaki választói igazolványt igényelt, az Szlovákia összes választóhelyiségében szavazhat, ugyanakkor neki a személyi igazolvány mellett a választói igazolványát is magával kell vinnie a szavazásra. Fontos, hogy szavazni csakis érvényes, tehát nem lejárt vagy súlyosan károsodott személyi igazolvánnyal lehet. Ha valaki éppen ebben az időszakban intézi az új személyi igazolványát, a helyette kiállított átmeneti igazolást is elfogadja a bizottság.
Szavazni útlevéllel is lehet, de csakis azon választópolgárok számára, akik nem rendelkeznek állandó szlovákiai lakhellyel. Ők bármelyik szavazókörben voksolhatnak, ha felmutatják az érvényes útlevelet, illetve egy becsületbeli nyilatkozatot a külföldi lakcímük igazolásáról. Utóbbi formanyomtatvány letölthető a belügyminisztérium honlapjáról.
A választóhelyiségben megjelenő választópolgárnak a választási bizottság tagjai átadják a szavazólapot. A választópolgárnak emellett átadnak egy, az adott település bélyegzőjével ellátott borítékot is.
Ezután a választópolgárnak az aláírásával igazolnia kell az átvételt, majd a szavazólappal és a borítékkal a kezében az egyik paravánfal mögé kell lépnie. A szavazólapon az egyes jelöltek nevei ábécésorrendben szerepelnek. Minden jelölt neve előtt van egy sorszám az alapján, hogy az adott jelölt hányadik az ábécében az összes induló közül. A választópolgárnak az érvényes szavazathoz az általa kiválasztott jelölt neve előtti számot be kell karikáznia. Érvényesen szavazni csak 1 jelöltre lehet. Ezután a szavazólapot be kell helyezni a borítékba, majd be kell dobni a VOĽBA PREZIDENTA SR 2024 feliratú szavazóurnába.
Ha 1-nél több jelöltet karikáz be a választópolgár, a szavazat érvénytelen. Ha a választó elhibázta a szavazást, de még időben észreveszi, akkor a választási bizottságtól kérhet egy új szavazólapot, és meg kell ismételnie a szavazás menetét. A rosszul kitöltött szavazólapot a hibás szavazólapok számára fenntartott urnába kell dobni.

### Segítő személy kérése
Azoknak, akinek valamilyen egészségügyi probléma miatt nehézséget okoz a szavazólap kitöltése, kijelölhetnek maguk mellé egy segítőt. Ezt azonban jelezni kell a választási bizottságnak, előzetes bejelentés nélkül nem szabad bekísérni a segítségre szoruló személyt a szavazófülkébe. A segítő a szavazó személy utasításai alapján kitölti a szavazólapot, majd a borítékba helyezi. Ugyanígy igényelhető a segítség az urnába helyezés esetén is. Mindkét esetben fontos kitétel, hogy a segítő személy nem lehet a választási bizottság tagja.

### Mozgóurna igénylése
Annak is van lehetősége szavazni, aki egészségügyi okokból nem képes elhagyni az otthonát. Az államfőválasztás esetén is kérvényezhető a mozgóurna, akár a választás napján is. Ehhez a helyi önkormányzatot, vagy az állandó lakhely szerinti szavazókör választási bizottságát fel kell keresni. A szavazókörök felosztásáról az állampolgárnak kapniuk kellett egy postai értesítést, de az ezzel kapcsolatos információk megtalálhatóak a belügyminisztérium honlapján, vagy pedig a helyi önkormányzat weboldalán.

## A jelöltek
Az egyes jelöltek nevei a szavazólapon ábécésorrendben szerepelnek, minden jelölt neve előtt az ábécérend szerinti sorszámmal. Az érvényes szavazat leadásához a jelölt neve előtti sorszámot be kell karikázni.

### Jelöltek az első fordulóban
A 2024-es szlovákiai elnökválasztáson összesen 11 jelölt indult, de közülük kettő – Andrej Danko és Róbert Švec – visszalépett a választás előtt néhány nappal.
| A jelölt sorszáma a szavazólapon | A jelölt         | A jelölt                                          | A jelöltet indító párt               | A jelöltet támogató párt(ok) |
| -------------------------------- | ---------------- | ------------------------------------------------- | ------------------------------------ | --- |
| 1.                               | Andrej Danko     | Andrej Danko (visszalépett)                       | Szlovák Nemzeti Párt (SNS)           | |
| 2.                               |                  | Patrik Dubovský                                   | Az Emberekért (Za ľudí)              | Keresztény Unió (Kresťanská únia) |
| 3.                               | Forró Krisztián  | Forró Krisztián (a szavazólapon: Krisztián Forró) | Magyar Szövetség – Maďarská aliancia | |
| 4.                               | Štefan Harabin   | Štefan Harabin                                    | független                            | - Köztársaság (Republika) - Nemzeti Koalíció/Független Jelöltek (NK/NEKA) - Szlovákia Kommunista Pártja (KSS) - Haza Nemzeti Párt (DOMOV-NS) - Szlovákia Közös Polgárai (SOS) - Hazafias Blokk (VB) |
| 5.                               | Ivan Korčok      | Ivan Korčok                                       | független                            | - Most–Híd - Progresszív Szlovákia (PS) - Kereszténydemokrata Mozgalom (KDH) - Szabadság és Szolidaritás (SaS) - Demokraták (Demokrati) - Kékek – Európai Szlovákia (MODRÍ – ES) - Polgári Konzervatív Párt (OKS) - Szlovákia Polgári Demokratái (ODS) - Demokrata Párt (DS) - Változás Alulról (Zmena zdola) |
| 6.                               | Marian Kotleba   | Marian Kotleba                                    | A Mi Szlovákiánk Néppárt (ĽSNS)      | |
| 7.                               | Ján Kubiš        | Ján Kubiš                                         | független                            | |
| 8.                               | Igor Matovič     | Igor Matovič                                      | Szlovákia (Slovensko)                | |
| 9.                               |                  | Milan Náhlik                                      | független                            | |
| 10.                              | Peter Pellegrini | Peter Pellegrini                                  | Hang – Szociáldemokrácia (Hlas-SD)   | - Irány – Szociáldemokrácia (Smer-SD) - Alternatíva Szlovákiának (ApS) |
| 11.                              | Róbert Švec      | Róbert Švec (visszalépett)                        | Szlovák Újjászületési Mozgalom (SHO) | |

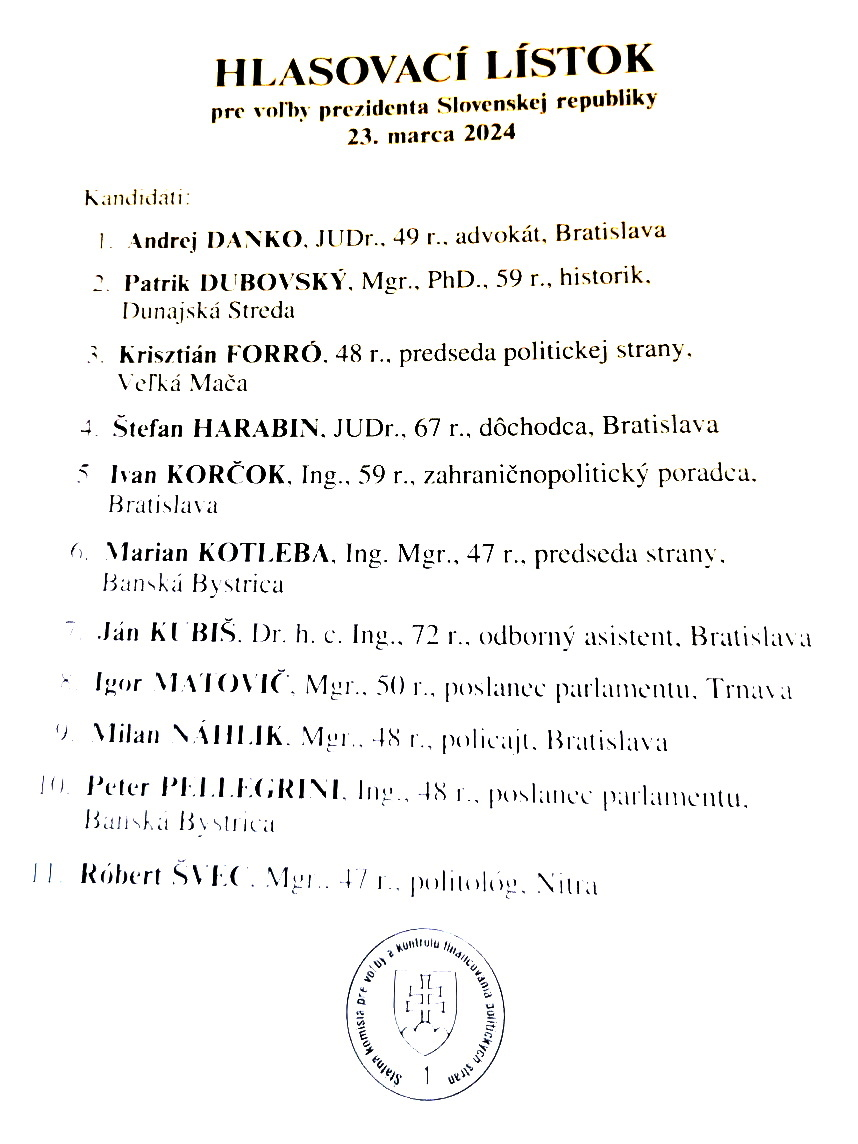
Szavazólap az 1. fordulóban

### Jelöltek a második fordulóban
Az elnökválasztás második fordulójában az a két jelölt, Ivan Korčok és Peter Pellegrini indult, akik az első fordulóban a két legtöbb szavazatot szerezték. A két jelölt neve a szavazólapon ábécésorrendben szerepelt, mindkét jelölt neve előtt az ábécérend szerinti sorszámmal. Az érvényes szavazat leadásához a jelölt neve előtti sorszámot be kell karikázni.
| A jelölt sorszáma a szavazólapon | A jelölt         | A jelölt         | A jelöltet indító párt             | A jelöltet támogató párt(ok) |
| -------------------------------- | ---------------- | ---------------- | ---------------------------------- | --- |
| 1.                               | Ivan Korčok      | Ivan Korčok      | független                          | - Most–Híd - Progresszív Szlovákia (PS) - Kereszténydemokrata Mozgalom (KDH) - Szabadság és Szolidaritás (SaS) - Demokraták (Demokrati) - Kékek – Európai Szlovákia (MODRÍ – ES) - Polgári Konzervatív Párt (OKS) - Szlovákia Polgári Demokratái (ODS) - Demokrata Párt (DS) - Változás Alulról (Zmena zdola) |
| 2.                               | Peter Pellegrini | Peter Pellegrini | Hang – Szociáldemokrácia (Hlas-SD) | - Irány – Szociáldemokrácia (Smer-SD) - Alternatíva Szlovákiának (ApS) |

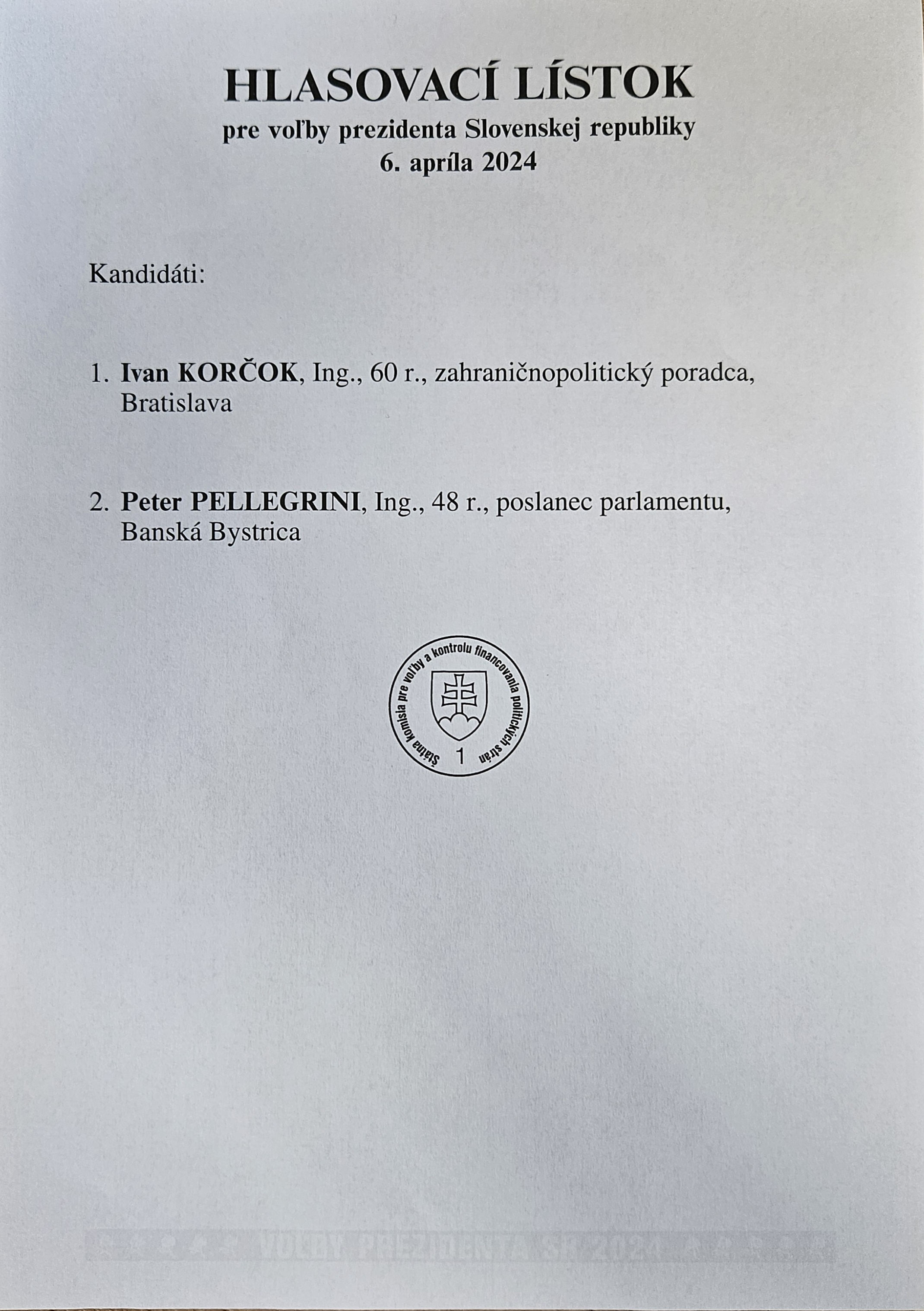
Szavazólap a 2. fordulóban
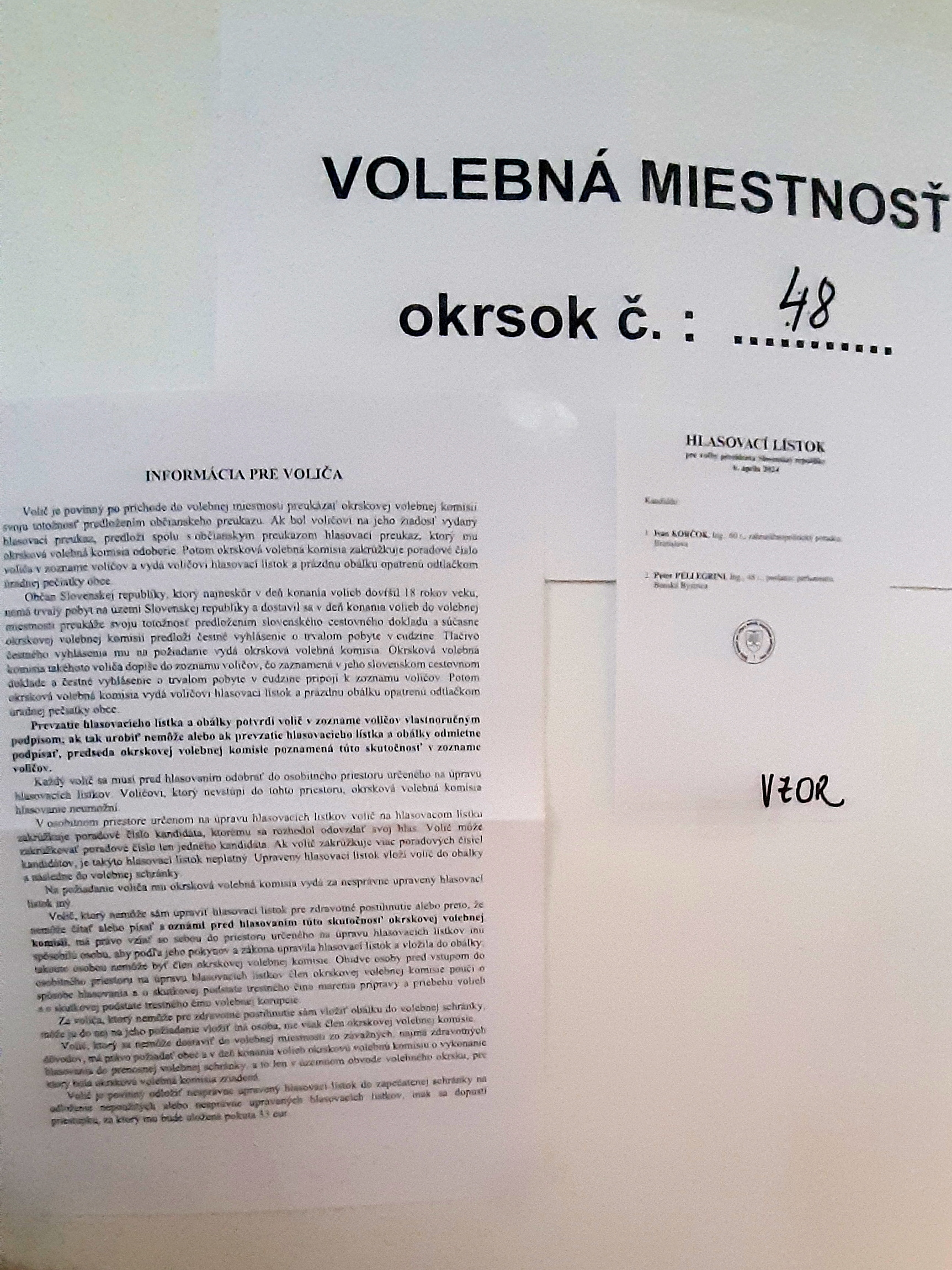
Tájékoztató a 2. fordulóban a szavazóknak

## A pártok és a potenciális jelöltek nyilatkozatai
Több politikai párt bejelentette, hogy saját jelöltet állít a 2024-es elnökválasztáson. A Hang – Szociáldemokrácia (HLAS-SD) párt elnöke, Peter Pellegrini 2024. január 19-én jelentette be indulását. Ezután sem a parlament elnöki posztjáról, sem a Hlas elnöki posztjáról nem mondott le. Voltak híresztelések a médiában Peter Weiss volt politikus és diplomata esetleges indulási szándékáról, ő azonban 2023. augusztus 28-án kijelentette, hogy nem lesz jelölt a 2024-es elnökválasztáson.
Ján Kubiš volt külügyminiszter és diplomata jelentette be elsőként, hogy jelölteti magát a szlovák köztársasági elnöki posztra. Független jelöltként indul a választáson.
Ivan Korčok volt külügyminiszter indulási szándéka kapcsán 2023-ban indultak el híresztelések a médiában. Korčok ezzel kapcsolatban azt nyilatkozta, hogy nem indul abban az esetben, ha Zuzana Čaputová elindul a 2024-es elnökválasztáson. Miután Zuzana Čaputová szlovák elnök bejelentette, hogy nem indul újra, Ivan Korčok azt nyilatkozta, hogy fontolgatja az indulását. Indulását 2023. augusztus 30-án jelentette be egy besztercebányai sajtótájékoztatón, független jelöltként, de a jobbközép pártok támogatásával pályázik a választópolgárok bizalmára.
Milan Majerský, a Kereszténydemokrata Mozgalom (KDH) elnöke 2023 decemberében bejelentette, hogy a KDH nem indít saját jelöltet az elnöki posztra. 2024 februárjában ugyanakkor bejelentették, hogy a függetlenként induló Ivan Korčokot támogatják az elnökválasztáson.
Az Irány – Szociáldemokrácia (SMER-SD) párt 2022 májusában azt jelentette be, hogy saját jelöltet indít a 2024-es elnökválasztáson. 2023 decemberében Robert Fico pártelnök-miniszterelnök viszont azt jelentette be, hogy a Smer saját jelölt indítása helyett támogatni fogja Peter Pellegrinit az elnökválasztáson.
A 2019-es elnökválasztás egykori jelöltje, Robert Mistrík 2023 júniusában azt mondta, hogy fontolgatja az indulását az elnökségért, de valószínűleg csak a szeptemberi előrehozott parlamenti választás után hozza meg a döntést. 2024 elején bejelentette, hogy nem indul a jelöltségért, inkább tudományos munkájának szenteli magát.
2024 januárjában az Szlovák Nemzeti Párt (SNS) párt elnöke, Andrej Danko bejelentette, hogy megkezdte az aláírásgyűjtést az elnökjelöltséghez próba jelleggel. Hivatalosan azonban nem jelentette be jelöltségét. A koalíción belül azonban a párt Štefan Harabin támogatásának lehetőségéről is tárgyal, aki Danko szerint elfogadhatóbb jelölt pártja szavazói számára, mint Peter Pellegrini. 2024. március 18-án Danko bejelentette, hogy visszalép az elnökjelöltségtől, és szavazóikat Štefan Harabin támogatására biztatta.
Róbert Švec jelöltségét a Nemzeti Tanács alelnöke, Peter Žig eleinte elutasította. Švec kifogást nyújtott be a Legfelsőbb Közigazgatási Bírósághoz az elnökjelölti javaslatának elfogadásáról szóló határozat kiadása ellen. Švec a bíróságon kifogásolta az állampolgári aláírások hamisításának minősítését, és egyúttal beperelte a Nemzeti Tanács elnökét, Petr Pellegrinit, mert úgy vélte, megsértette a Szlovák Köztársaság törvényét és alkotmányát, mert aláírta a határozatot. elutasítja elnökjelöltségét. A Legfelsőbb Közigazgatási Bíróság elismerte Švec kifogását, amely szerint a törvényben előírt számú aláírást leadta, és jóváhagyta elnökjelöltségét. A bíróság szerint a kézirat elemzése nem tartozik az értékelő bizottsághoz, ugyanakkor szerintük a parlament alelnökének döntése szabályszerű.

## Elnökjelöltek vitái
Peter Pellegrini a kampány kezdete óta nem volt hajlandó részt venni a jelölti vitákban. Interjút csak egyszer, február 7-én adott a JOJ TV-nek, de vitapartnere ott sem volt. Február folyamán elutasította a Denník N, a SME, a Szlovák Ifjúsági Tanács és a Postoj portál interjúkérelmeit.

## Eredmények
Az első fordulóban Ivan Korčok végzett az első helyen, míg Peter Pellegrini a második helyen – így ők ketten jutottak be az április 6-án, 7 és 22 óra között rendezendő második fordulóba.
Az első forduló előtt nem sokkal Andrej Danko és Róbert Švec visszalépett a jelöltségtől, de a szavazólapon rajta maradt a nevük, és a rájuk leadott szavazatokat is megszámolták.
| | 1. forduló                 | 1. forduló          | 2. forduló                 | 2. forduló          |
| --- | -------------------------- | ------------------- | -------------------------- | ------------------- |
| Részvételre jogosultak száma | 4 364 071                  | 100%                | 4 368 697                  | 100%                |
| Szavazók száma - ebből érvénytelen - ebből érvényes                                                                                           | 2 264 769 10 563 2 254 206 | 51,90% 0,47% 99,53% | 2 670 197 17 233 2 652 964 | 61,12% 0,65% 99,35% |
| Jelöltek | Szavazatok                 | Szavazatok          | Szavazatok                 | Szavazatok          |
| Jelöltek | Száma                      | Aránya              | Száma                      | Aránya              |
| Ivan Korčok | 958 393                    | 42,52%              | 1 243 709                  | 46,88%              |
| Peter Pellegrini | 834 718                    | 37,03%              | 1 409 255                  | 53,12%              |
| Štefan Harabin | 264 579                    | 11,74%              |                            |                     |
| Forró Krisztián | 65 588                     | 2,91%               |                            |                     |
| Igor Matovič | 49 201                     | 2,18%               |                            |                     |
| Ján Kubiš | 45 957                     | 2,04%               |                            |                     |
| Patrik Dubovský | 16 107                     | 0,71%               |                            |                     |
| Marian Kotleba | 12 771                     | 0,57%               |                            |                     |
| Milan Náhlik | 3111                       | 0,14%               |                            |                     |
| Andrej Danko (visszalépett) | 1905                       | 0,08%               |                            |                     |
| Róbert Švec (visszalépett) | 1876                       | 0,08%               |                            |                     |
| Összesen | 2 254 206                  | 100,00%             | 2 652 964                  | 100,00%             |
| Forrás: 1. forduló Archiválva 2024. március 24-i dátummal az Archive.is-en, 2. forduló Archiválva 2024. április 7-i dátummal az Archive.is-en |                            |                     |                            |                     |

## Választási térképek

A legtöbb szavazatot kapott jelölt járásonként (első forduló)
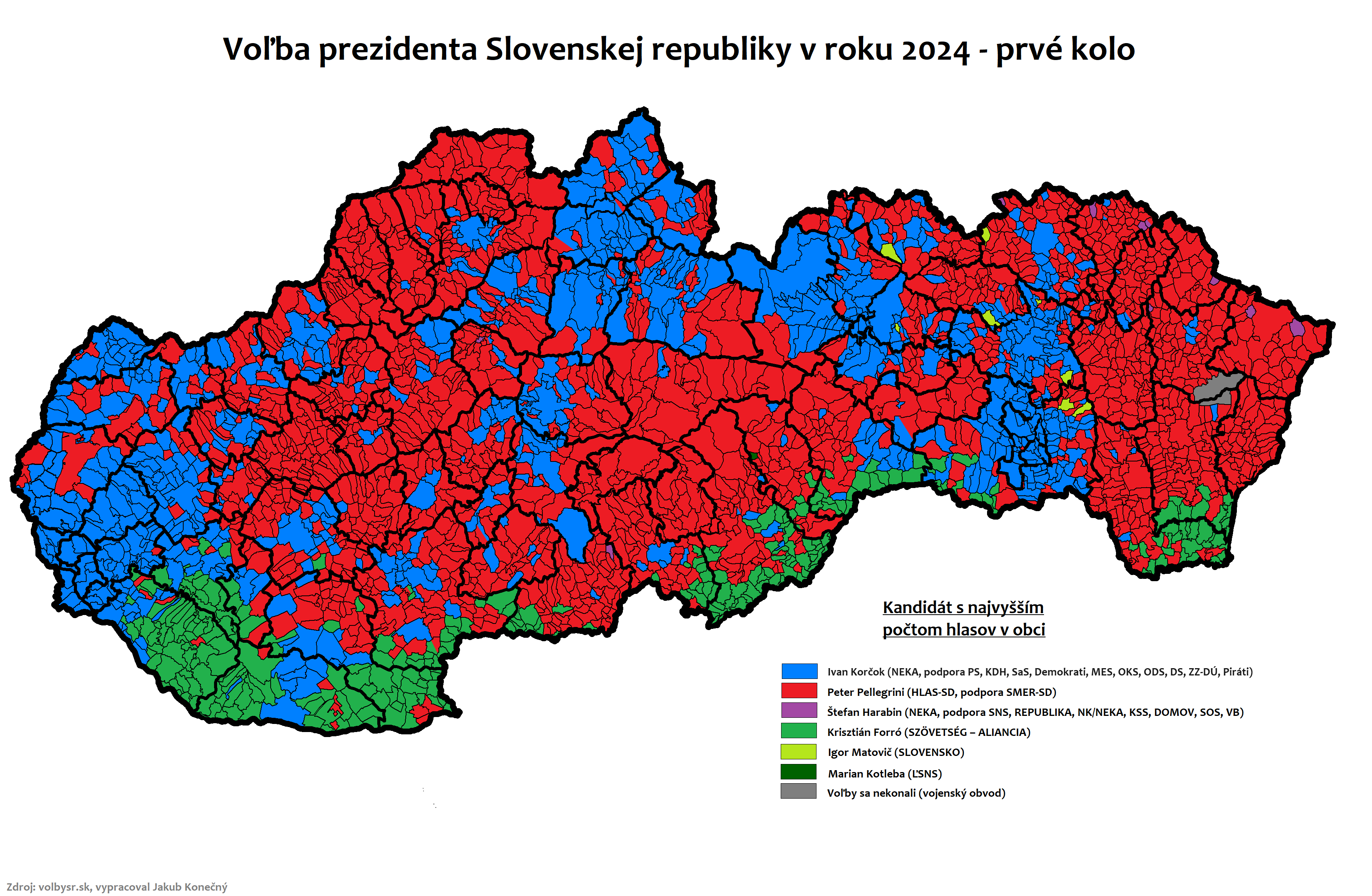
Az első fordulóban a legtöbb szavazatot kapott jelölt településenként
A legtöbb szavazatot kapott jelölt járásonként (második forduló)

## Fordítás
Ez a szócikk részben vagy egészben  a   Voľba prezidenta Slovenskej republiky v roku 2024 című szlovák Wikipédia-szócikk ezen változatának fordításán alapul.  Az eredeti cikk szerkesztőit annak laptörténete sorolja fel. Ez a jelzés csupán a megfogalmazás eredetét és a szerzői jogokat jelzi, nem szolgál a cikkben szereplő információk forrásmegjelöléseként.